# Caumont-sur-Garonne
Pour les articles homonymes, voir Caumont.
Caumont-sur-Garonne est une commune du Sud-Ouest de la France, située dans le département de Lot-et-Garonne, en région Nouvelle-Aquitaine.

## Géographie

### Localisation
Commune située sur la Garonne, entre Le Mas-d'Agenais et Marmande.

### Communes limitrophes
Les communes limitrophes sont  Fourques-sur-Garonne, Le Mas-d'Agenais, Sainte-Marthe, Sénestis et Taillebourg.
| Fourques-sur-Garonne | Taillebourg         |                  |
|                      | Caumont-sur-Garonne | Sénestis         |
| Sainte-Marthe        |                     | Le Mas-d'Agenais |

Les communes de Taillebourg et Sénestis sont sur la rive opposée de la Garonne, en rive droite.

### Climat
Pour des articles plus généraux, voir Climat de la Nouvelle-Aquitaine et Climat de Lot-et-Garonne.
Historiquement, la commune est exposée à un climat océanique aquitain.  
En 2020, Météo-France publie une typologie des climats de la France métropolitaine dans laquelle la commune est exposée à un climat océanique et est dans la région climatique Aquitaine, Gascogne, caractérisée par une pluviométrie abondante au printemps, modérée en automne, un faible ensoleillement au printemps, un été chaud (19,5 °C), des vents faibles, des brouillards fréquents en automne et en hiver et des orages fréquents en été (15 à 20 jours).
Pour la période 1971-2000, la température annuelle moyenne est de 12,4 °C, avec une amplitude thermique annuelle de 14,9 °C. Le cumul annuel moyen de précipitations est de 820 mm, avec 12 jours de précipitations en janvier et 6,8 jours en juillet. Pour la période 1991-2020, la température moyenne annuelle observée sur la station météorologique la plus proche, située sur la commune de Saint-Martin-Curton à 18 km à vol d'oiseau, est de 13,7 °C et le cumul annuel moyen de précipitations est de 867,2 mm,. Pour l'avenir, les paramètres climatiques de la commune estimés pour 2050 selon différents scénarios d’émission de gaz à effet de serre sont consultables sur un site dédié publié par Météo-France en novembre 2022.

## Urbanisme

### Typologie
Au 1er janvier 2024, Caumont-sur-Garonne est catégorisée commune rurale à habitat dispersé, selon la nouvelle grille communale de densité à sept niveaux définie par l'Insee en 2022.
Elle est située hors unité urbaine. Par ailleurs la commune fait partie de l'aire d'attraction de Marmande, dont elle est une commune de la couronne,. Cette aire, qui regroupe 48 communes, est catégorisée dans les aires de 50 000 à moins de 200 000 habitants,.

### Occupation des sols

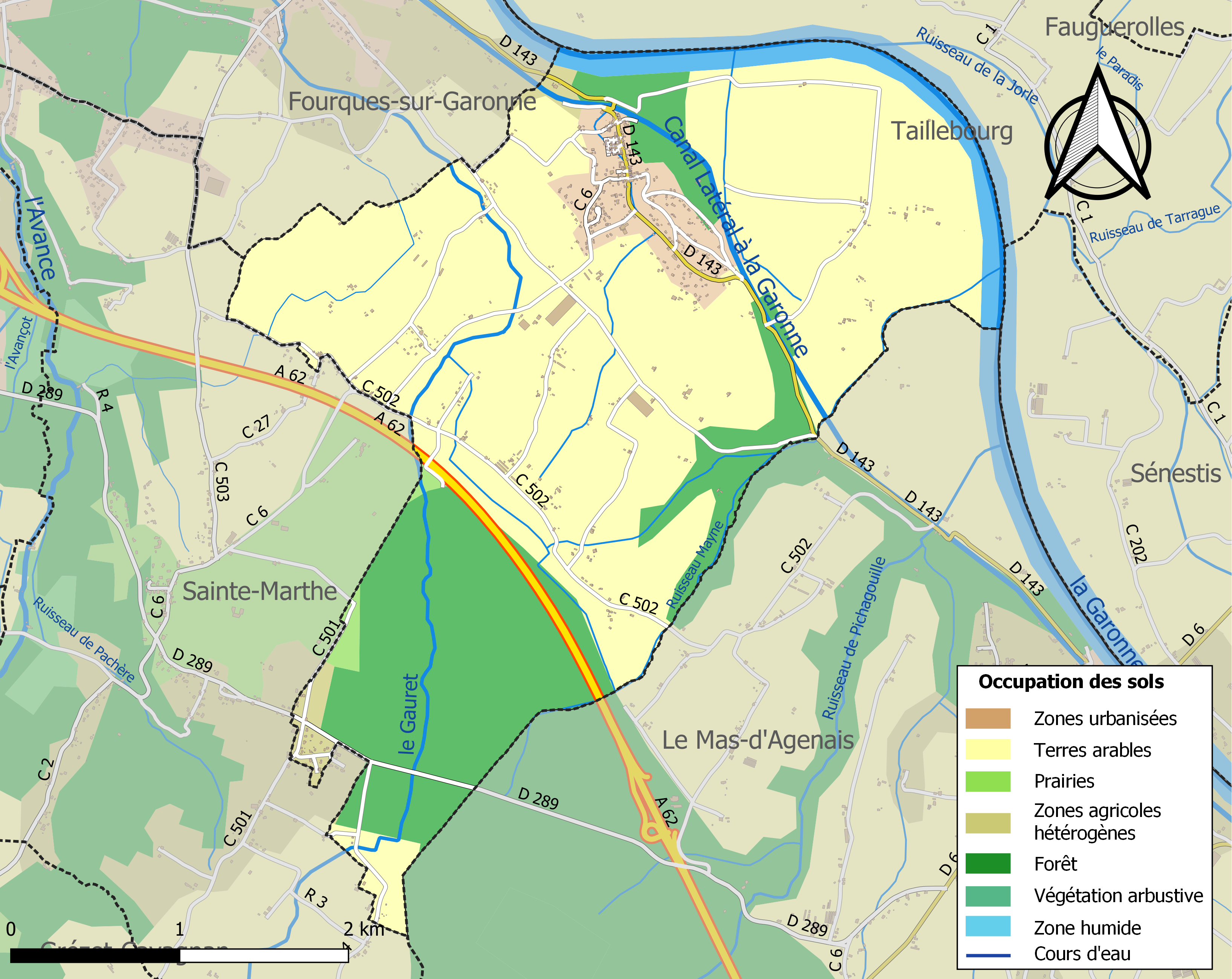
Carte des infrastructures et de l'occupation des sols de la commune en 2018 (CLC).

L'occupation des sols de la commune, telle qu'elle ressort de la base de données européenne d’occupation biophysique des sols Corine Land Cover (CLC), est marquée par l'importance des territoires agricoles (67,2 % en 2018), en diminution par rapport à 1990 (70,2 %). La répartition détaillée en 2018 est la suivante : 
terres arables (64,9 %), forêts (24,6 %), zones urbanisées (4,9 %), eaux continentales (3,3 %), zones agricoles hétérogènes (1,5 %), prairies (0,8 %). L'évolution de l’occupation des sols de la commune et de ses infrastructures peut être observée sur les différentes représentations cartographiques du territoire : la carte de Cassini (XVIIIe siècle), la carte d'état-major (1820-1866) et les cartes ou photos aériennes de l'IGN pour la période actuelle (1950 à aujourd'hui).

### Risques majeurs
Le territoire de la commune de Caumont-sur-Garonne est vulnérable à différents aléas naturels : météorologiques (tempête, orage, neige, grand froid, canicule ou sécheresse), inondations, mouvements de terrains et séisme (sismicité très faible). Il est également exposé à deux risques technologiques, le transport de matières dangereuses et la rupture d'un barrage. Un site publié par le BRGM permet d'évaluer simplement et rapidement les risques d'un bien localisé soit par son adresse soit par le numéro de sa parcelle.

#### Risques naturels
La commune fait partie du territoire à risques importants d'inondation (TRI) de Tonneins et Marmande, regroupant 19 communes concernées par un risque de débordement de la Garonne, un des 18 TRI qui ont été arrêtés fin 2012 sur le bassin Adour-Garonne. Les événements antérieurs à 2014 les plus significatifs sont les crues de 1770, 1875, 1930 et 1952. Des cartes des surfaces inondables ont été établies pour trois scénarios : fréquent (crue de temps de retour de 10 ans à 30 ans), moyen (temps de retour de 100 ans à 300 ans) et extrême (temps de retour de l'ordre de 1 000 ans, qui met en défaut tout système de protection). La commune a été reconnue en état de catastrophe naturelle au titre des dommages causés par les inondations et coulées de boue survenues en 1982, 1983, 1999, 2009 et 2021,.
Les mouvements de terrains susceptibles de se produire sur la commune sont des tassements différentiels.

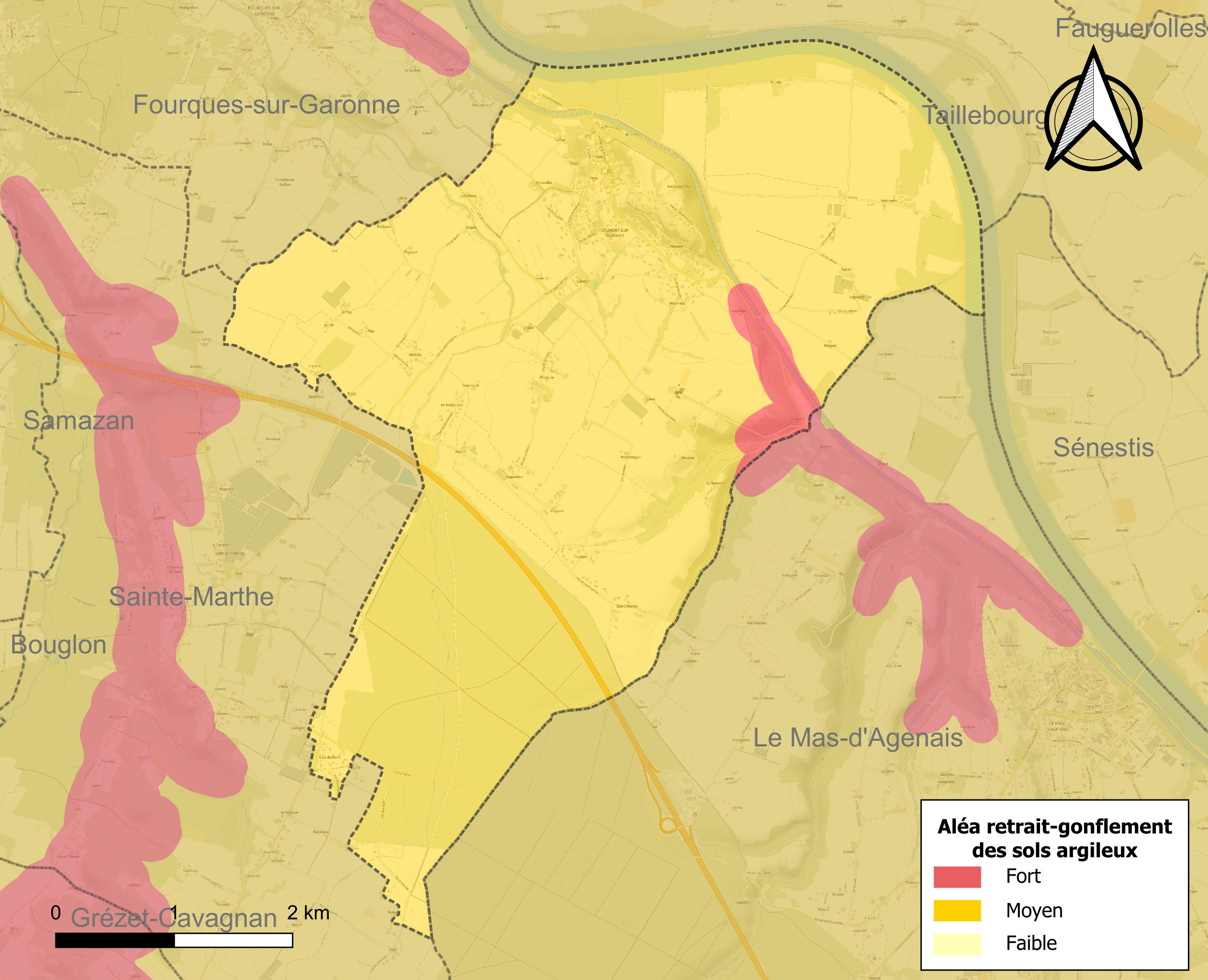
Carte des zones d'aléa retrait-gonflement des sols argileux de Caumont-sur-Garonne.

Le retrait-gonflement des sols argileux est susceptible d'engendrer des dommages importants aux bâtiments en cas d’alternance de périodes de sécheresse et de pluie. La totalité de la commune est en aléa moyen ou fort (91,8 % au niveau départemental et 48,5 % au niveau national). Depuis le 1er octobre 2020, en application de la loi ELAN, différentes contraintes s'imposent aux vendeurs, maîtres d'ouvrages ou constructeurs de biens situés dans une zone classée en aléa moyen ou fort,.
Concernant les mouvements de terrains, la commune a été reconnue en état de catastrophe naturelle au titre des dommages causés par la sécheresse en 2003 et par des mouvements de terrain en 1999.

#### Risque technologique
La commune est en outre située en aval des barrages de Grandval dans le Cantal et de Sarrans en Aveyron, des ouvrages de classe A. À ce titre elle est susceptible d’être touchée par l’onde de submersion consécutive à la rupture de cet ouvrage.

## Toponymie
Le nom de la commune proviendrait de l'expression latine calvus mons signifiant « mont chauve, dénudé, usé, pelé ».
En occitan, le nom de la commune est Caumont de Garona.
Caumont-sur-Garonne étant en Gascogne, la plupart des lieux-dits y sont explicables par le gascon, par exemple la Hame, Vidaux, Saint Pé, Lagraulet, le Cournérot, Bachoun...

## Histoire
La ville a été le fief de la famille de Caumont.
Au cours de la période de la Convention nationale (1792-1795), la commune porta les noms révolutionnaires d'Alout-sur-Garonne puis de Mont-Calvat.

## Politique et administration
| Période                                  | Période  | Identité       | Étiquette | Qualité                    |
| ---------------------------------------- | -------- | -------------- | --------- | -------------------------- |
| Les données manquantes sont à compléter. |          |                |           |                            |
| avant 1988                               | ?        | Marius Lataste |           |                            |
| juin 1995                                | En cours | Pierre Imbert  | DVD       | Retraité agent d'assurance |

## Démographie
L'évolution du nombre d'habitants est connue à travers les recensements de la population effectués dans la commune depuis 1793. Pour les communes de moins de 10 000 habitants, une enquête de recensement portant sur toute la population est réalisée tous les cinq ans, les populations de référence des années intermédiaires étant quant à elles estimées par interpolation ou extrapolation. Pour la commune, le premier recensement exhaustif entrant dans le cadre du nouveau dispositif a été réalisé en 2008.

En 2022, la commune comptait 815 habitants, en évolution de +16,1 % par rapport à 2016 (Lot-et-Garonne : −0,18 %, France hors Mayotte : +2,11 %).
| 1793  | 1800  | 1806 | 1821 | 1831  | 1836  | 1841 | 1846  | 1851 |
| ----- | ----- | ---- | ---- | ----- | ----- | ---- | ----- | ---- |
| 2 316 | 1 051 | 863  | 927  | 1 021 | 1 027 | 987  | 1 012 | 979  |

| 1856 | 1861  | 1866 | 1872 | 1876 | 1881 | 1886 | 1891 | 1896 |
| ---- | ----- | ---- | ---- | ---- | ---- | ---- | ---- | ---- |
| 958  | 1 023 | 991  | 890  | 835  | 819  | 772  | 718  | 688  |

| 1901 | 1906 | 1911 | 1921 | 1926 | 1931 | 1936 | 1946 | 1954 |
| ---- | ---- | ---- | ---- | ---- | ---- | ---- | ---- | ---- |
| 667  | 647  | 590  | 521  | 504  | 460  | 496  | 522  | 520  |

| 1962 | 1968 | 1975 | 1982 | 1990 | 1999 | 2006 | 2008 | 2013 |
| ---- | ---- | ---- | ---- | ---- | ---- | ---- | ---- | ---- |
| 512  | 421  | 408  | 462  | 503  | 545  | 586  | 605  | 650  |

| 2018 | 2022 | - | - | - | - | - | - | - |
| ---- | ---- | - | - | - | - | - | - | - |
| 750  | 815  | - | - | - | - | - | - | - |

## Culture locale et patrimoine

### Lieux et monuments
- L'église Saint-Germain de Caumont-sur-Garonne, au centre du bourg, a été construite au XVIIe siècle à la suite de l'incendie et de la destruction, en juin 1621, par les troupes huguenotes d'une ancienne église romane du XIIIe siècle ; elle a été rénovée en 1884 en style néo-gothique[30].
- Église Saint-Martin de Caumont-sur-Garonne.
- La chapelle Saint-Germain qui se situe dans l'enceinte du cimetière communal, à l'est du bourg, a été construite en appareil de tuiles ; elle ne subsiste qu'à l'état de ruine, n'ayant conservé que sa façade ouest à clocher-mur et le départ des murs gouttereaux de la nef[31].
- Une borne de limite de juridiction de la seigneurie de Caumont est exposée dans le parc de la mairie.

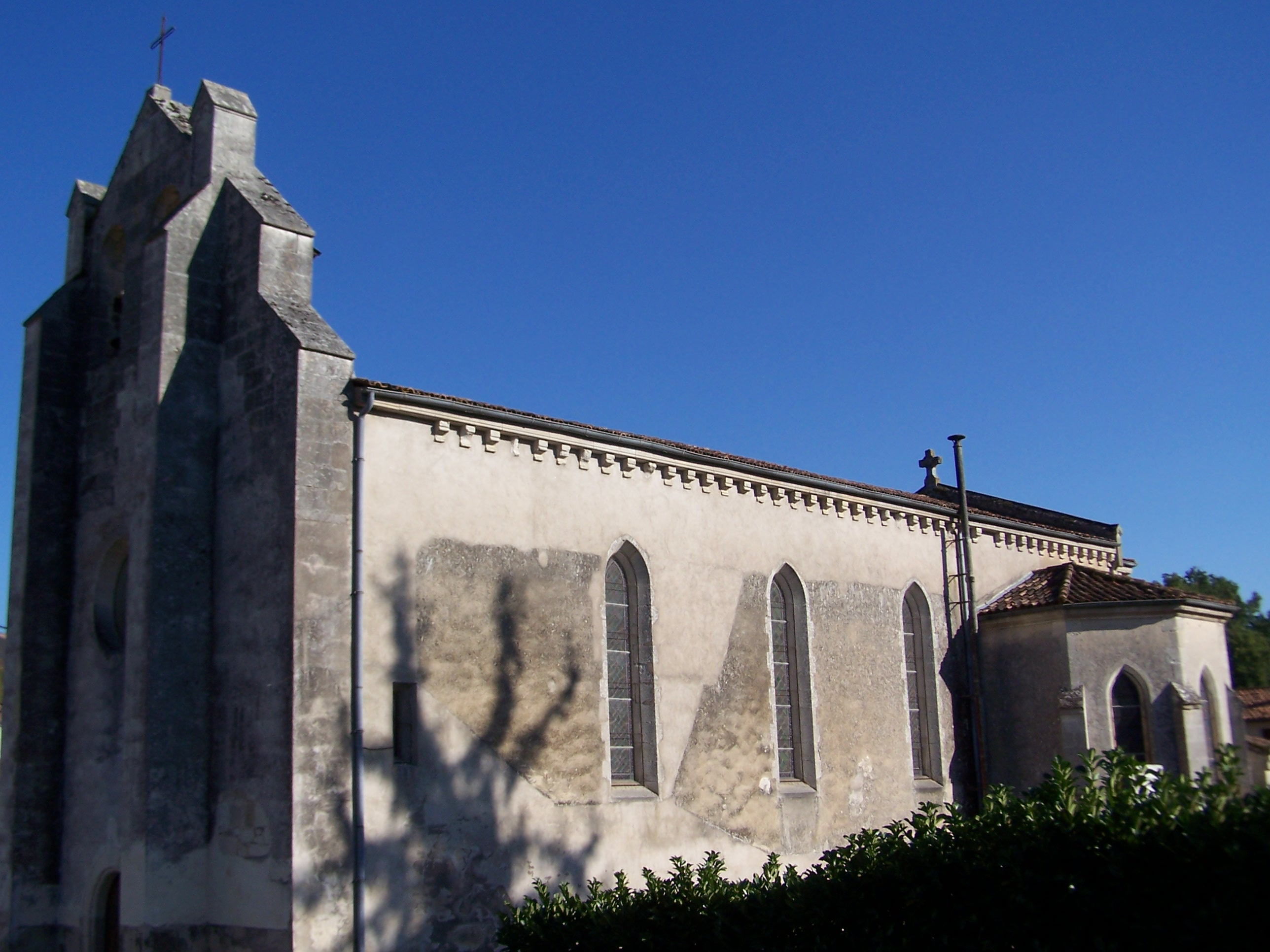
L'église Saint-Germain (octobre 2015).
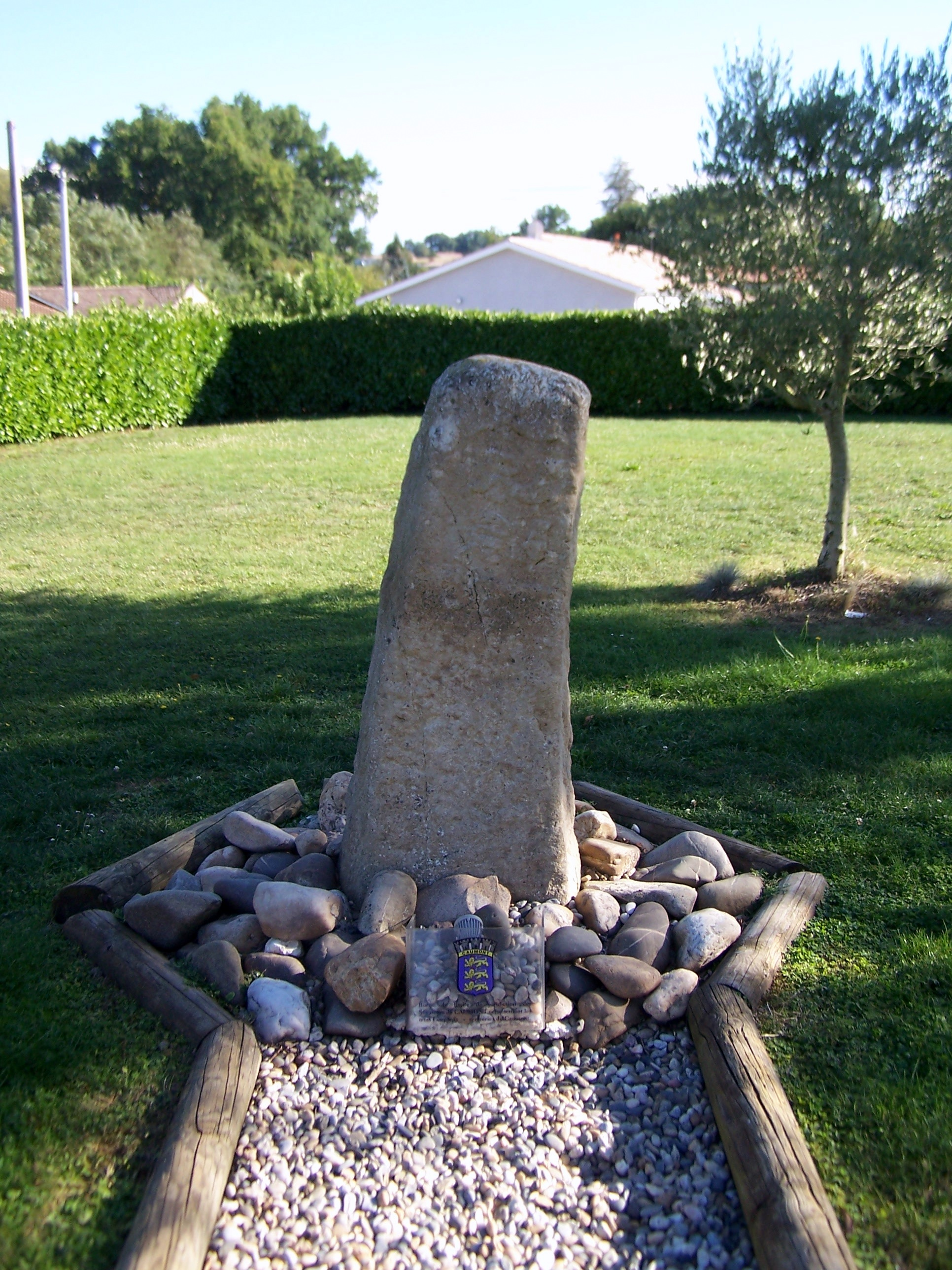
La borne de limite de juridiction (octobre 2015).
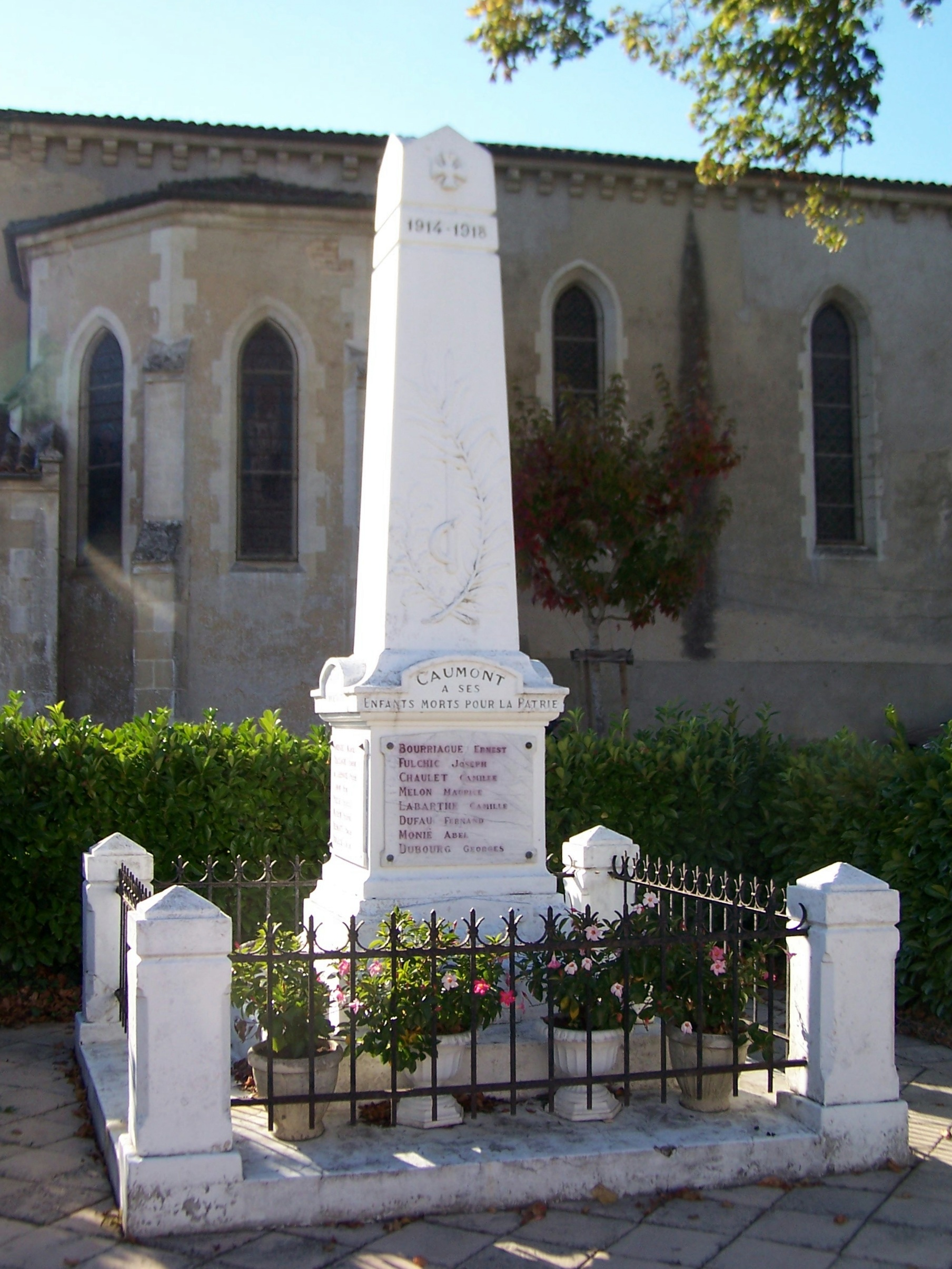
Le monument aux morts à proximité de l'église (octobre 2015).

### Personnalités liées à la commune
- Famille de Caumont
- Geoffroy de Vivans

### Héraldique
| Blason de Caumont-sur-Garonne | Blason  | D’azur à trois léopards d’or, couronnés, armés et lampassés de gueules, passant l’un au-dessus de l’autre.                          |
| Blason de Caumont-sur-Garonne | Détails | Il s'agit des armes de la famille de Caumont qui est issue de Caumont-sur-Garonne. Le statut officiel du blason reste à déterminer. |